# 克里絲汀·普拉納
克里絲汀·普拉納（1975年5月15日—）是一名奧地利射擊運動員，曾代表國家參加2012年倫敦奧運的50公尺步槍臥姿比賽，並未獲得獎牌。